# James Lane Allen
James Lane Allen född 21 december 1849 i Kentucky, död 18 februari 1925, var en amerikansk roman- och novellförfattare vars verk, bland annat romanen A Kentucky Cardinal, ofta skildrade kulturen och dialekten i hans hemstat Kentucky. Hans verk är karaktäristiska för det sena 1800-talets lokalfärgade era, när författare försökte fånga lokala dialekter och uttryck i sina berättelser.

## Biografi
Allen föddes nära Lexington i Kentucky och hans ungdom där under antebellum, amerikanska inbördeskriget och rekonstruktionstiden påverkade starkt hans skrivande.  Han avslutade sina studier vid Transylvania University 1872. 1893 flyttade Allen till New York, där han bodde fram till sin död. Förutom sina romaner bidrog han med material till Harper's Magazine, The Atlantic Monthly och andra populära magasin under den tiden. Allen ligger begravd på Lexington Cemetery.